# Migmocera flavicauda
Migmocera flavicauda là một loài bọ cánh cứng trong họ Cerambycidae.